# Sân bay quốc tế Chileka
Sân bay quốc tế Chileka (IATA: BLZ, ICAO: FWCL) là một sân bay nằm cách thành phố Blantyre của Malawi 16 km. Sân bay này có hai đường băng dài 2325 m và 1372 m rải có bề mặt rải bê tông nhựa.

## Các hãng hàng không và các tuyến điểm
- Air Malawi (Club Makokola, Dar es Salaam, Harare, Johannesburg, Lilongwe, Lusaka, Mzuzu, Nairobi)
- South African Airways (Johannesburg)